# 阿帕塔基環礁

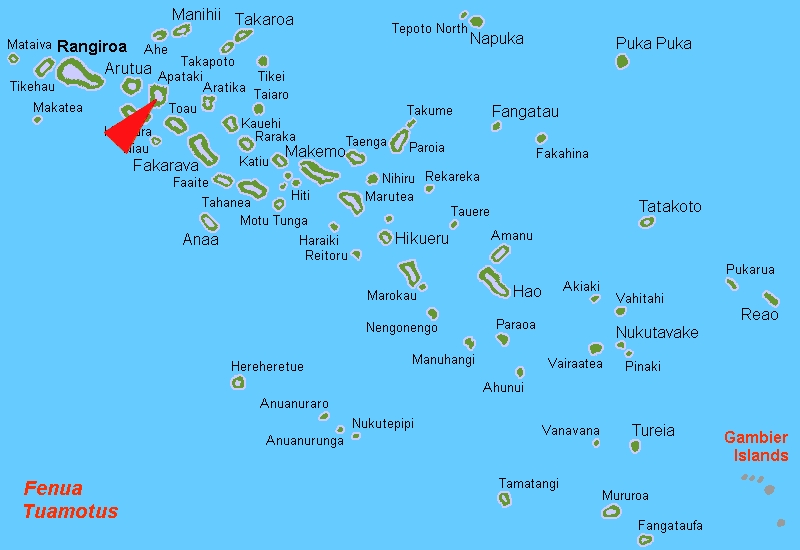

阿帕塔基環礁（Apataki）是南太平洋法屬波利尼西亞的環礁，屬於土阿莫土群島和帕利瑟群島，位於大溪地島東北約370公里，由阿鲁图阿市镇管辖，土地面積20平方公里，潟湖面積706平方公里，島上有機場設施，2007年人口492。

## 外部連結
- （页面存档备份，存于）
- names
- Apataki Atoll FP (EVS Islands) （页面存档备份，存于）
- Shuttle Image ISS006-E-38475 (Astronaut Photography)
- Apatika Atoll FP (Oceandots.com)
- Tuamotu Atolls List (Pacific Image) （页面存档备份，存于）

15°27′S 146°19′W / 15.450°S 146.317°W